# Nolasc Acarín Tusell
Nolasc Acarin Tusell (Barcelona, 28 de marzo de 1941) es un médico español. Doctor en Medicina por la Universidad de Barcelona y especialista en Neurología, dedicado fundamentalmente a las enfermedades de  Alzheimer y Parkinson. 

## Trayectoria
Ha sido secretario general de la Sociedad Española de Neurología (1976-1978), cofundador de la Revista de Neurología (1972) y presidente de la Sociedad Catalana de Neurología (1992-1994).
Fue presidente del Centro de Análisis y Programas Sanitarios (1983-1993), presidente del IV Congreso de la Sociedad Neurológica Europea (1994). Secretario General de la Conferencia Nacional Alzheimer (1997-2001), y también es miembro de la Academia Estadounidense de Neurología y de la Real Sociedad de Medicina.[cita requerida]
Académico correspondiente de la Real Academia de Medicina de Cataluña (desde 2001).
Ha publicado 43 capítulos de libro y artículos científicos en las revistas médicas: Medicina Clínica, Revista de Neurología, Quadern CAPS, Neurología, Revue Neurologique, Acta Neurológica, Anuario de Psicología, Neurology, Journal of Neurology, Neurosurgery and Psychiatry. 
Es autor, coautor o director de los siguientes libros: Las Miopatías (1982); Mapa sanitario de Cataluña (1982); La responsabilitat de l'acte mèdic (1985); Enfermedades vasculares del sistema nervioso central (1988); Marcadores biológicos y perspectivas terapéuticas en la enfermedad de Alzheimer (1989); Glosario de Neurología' (1990); Declamed: definición, clasificación y estudio del paciente demenciado (1990); Demencias, inicio de una década (1991); Anticuerpos antigangliosidos en la esclerosis múltiple (1993); Cefalea (1997). 
Libros divulgativos publicados: 
- 'El cerebro del rey', ed. RBA, 2001, 411 p. (ISBN: 978-84-7901-887-0) Libro de divulgación culta sobre la evolución de la vida, la sexualidad, la conciencia, la memoria, el envejecimiento y la muerte. (8 ediciones).

- 'Alzheimer. Manual de instrucciones', ed. RBA, 2010, 128p (ISBN 978-84-9867-758-4). Es un libro de divulgación sobre el Alzheimer y las otras enfermedades que provocan demencia, sus orígenes, causas, síntomas y trastornos que se producen desde el inicio de la enfermedad hasta que al final sobreviene la muerte del paciente.

Fue delegado de la Generalidad de Cataluña en la primera Comisión Mixta Estado-Generalidad (1977-1980).
Redactor del Mapa Sanitario de Cataluña (1980).
Miembro del Consejo Asesor de Sanidad de Cataluña (2004). 
Vocal del Consejo catalán de especialidades en ciencias de la salud (2005). 
Ha sido jefe de la Sección de Neurología del Hospital Universitario Valle Hebrón en Barcelona (de 1972 a 2006) y profesor en la Facultad de Humanidades de la Universidad Pompeu Fabra. 
Presidente de Mutual Médica (desde 1996). Fundador y Presidente de Europa Médica, Agrupación Europea de Interés Económico que agrupa las mutualidades médicas de Europa ( 2000-2004). 
Galardonado en 2008 con el premio Cruz de San Jorge por la Generalidad de Cataluña. 
Es padre de tres hijos (Laia, Ausias, Xavier) y abuelo de tres nietos (Pau, Ton y Aina).

## Libros
- Glosario de Neurología, Sociedad Española de Neurología (1989).
- Marcadores biológicos y perspectivas terapéuticas en la enfermedad de Alzheimer, MCR (1989).
- Enfermedades Vasculares del Sistema Nervioso Central, DOYMA (1989).
- Cefalea, Harcourt Brace (1997).
- El Cerebro del Rey, RBA (2001).
- Alzheimer. Manual de Instrucciones, RBA (2010).